# Hawker Hoopoe
Hawker Hoopoe là một mẫu thử máy bay tiêm kích hải quân, do hãng Hawker Aircraft thiết kế chế tạo năm 1927.

## Tính năng kỹ chiến thuật
Dữ liệu lấy từ 
Đặc điểm tổng quát
- Kíp lái: 1
- Chiều dài: 24 ft 6 in (7,5 m)
- Sải cánh: 33 ft 2 in (10,1 m)
- Chiều cao:  ()
- Diện tích cánh: 288,5 ft² (26,8 m²)
- Trọng lượng rỗng: 2.785 lb (1.263 kg)
- Trọng lượng có tải: 3.910 lb (1.774 kg)
- Động cơ: 1 × Armstrong Siddeley Panther, 560 hp (418 kW)

 Hiệu suất bay 
- Vận tốc cực đại: 196,5 mph trên độ cao 12.000 ft. (316,2 km/h)
- Trần bay: 23.600 ft (7.193 m)